# St. Hanshaugen park
St. Hanshaugen er en park i Oslo. St. Hanshaugen bruges også om bydelen St. Hanshaugen og strøget St. Hanshaugen.
Parken blev opført i 1850'erne og var den første park kommunen tog ansvar for. Den sydøstlige del er præget af romantisk parkstil. Fra ca. 1910 har formen stort set været som den er i dag. Den storslåede udsigt er blevet noget dårligere fordi træerne er vokset til. Tårnhuset på toppen er et landemærke som kan ses fra mange steder i byen. Parken har en lang historie med koncerter og andre arrangementer. 

## Parken
Parken er aflang, ca. 800 meter på langs. Af parkerne indenfor Ring 2 (indre by) er St. Hanshaugen den næststørste efter Slottsparken. Parken ligger på et højdedrag (højeste punkt er 83 meter over havet) og fra toppen er der god udsigt til fjorden og de centrale dele af byen.  
Parken omgrænses af Geitmyrsveien mod øst, Colletts gate og Ullevålsveien mod vest og Knud Knudsens plass (indtil 1962 St. Hansplassen) i sydenden. Parken ligger i St. Hanshaugen. Ved parken (Geitmyrsveien 33) ligger Nicolailøkken (også kaldet Voldeløkken). 
Parken er anlagt som en romantisk promenadepark og indeholder et stort antal træer (oprindelig 1275) af mange slags, en andedam, broer og mange gangstier. Mange af træerne nærmer sig toppen af sin levealder, og der sker en forsigtig udskiftning og nyplantning. I de tilfælde hvor træerne, som tages ned, har været vært for mange arter insekter osv., bliver roden stående for at bevare artsmangfoldigheden.
Tårnhuset på toppen af højdedraget indgår i bydelens symbol. Tårnhuset er 14 meter højt og har fire etasjer med ottekantet tårnhjelm og balkon rundt om tårngesimsen.
Ved Festpladsen i sydskråningen ligger en scene som bruges til koncerter og andre arrangementer, blandt andet parkaftener i Friluftsetatens regi. Fra 2005 arrangeres festivalen "Kongene på haugen" hver sensommer. Fra 2004 har der været vist en filmklassiker på scenen i tilknytning til festivalen. Hver sommer holdes 10-20 større arrangementer med tilladelse fra Friluftsetaten. Syd for Festpladsen er der servering i sommersæsonen. 
Tårnhuset og to andre bygninger i parken bruges til børnehaver. Mod Geitmyrsveien ligger den lave tømmerbygning Bjørnehuset som forvaltes af Friluftsetaten og lejes ut til arrangementer.
I parken findes seks skulpturer:
- »Kvinne« udført af Ørnulf Bast i granit, opsat ved Knud Knudsens plass i 1947, skænket af grosserer Tobias Larsen og hustrus legat
- »Løvinne med unger« af H. Stuetzer,  opsat nord for Tårnhuset i 1891, skænket af ingeniør Michael Eger, New York
- »Musikanter« af Arne Vinje Gunnerud. Opsat ved Festpladsen i 1970 med inskriptionen »Til våre muntre musikanter fra Oslo by«
- »Peter Christen Asbjørnsen, eventyrsamleren« af Brynjulf Bergslien, i bakken over Festpladsen
- »Svane« af Arne Durban, skænket af St. Hanshaugen vel 1981
- Fonteneskulptur i bassinet ved Tårnhuset, kobber, monteret på ny 1995

Parken forvaltes af Friluftsetaten. Under parken, med indgang fra Ullevålsveien, ligger et offentligt tilflugtsrum.

## Galleri
- Skulpturen Løvinne med unger
Foto: Helge Høifødt
- Skulpturen Svane
Foto: Helge Høifødt